# Gelová chromatografie

Animace principu gelové chromatografie

Gelová chromatografie (anglicky: gel permeation chromatography = GPC; size exclusion chromatography = SEC) patří mezi chromatografické metody. Při gelové chromatografii je stacionární fází neionizovaný přírodní nebo syntetický gel. Patří mezi nejčastěji používané metody v molekulární biologii.

## Různé názvy gelové chromatografie
- molekulová vylučovací chromatografie (kapalinová vylučovací chromatografie, liquid exclusion chromatography) – nejvhodnější termín z teoretického hlediska
- gelová filtrační chromatografie – používá se hydrofilní gel a vodná mobilní fáze.
- gelová permeační chromatografie – používá se hydrofobní gel a mobilní fází je organické rozpouštědlo. Pro oddělování látek s blízkými molekulovými hmotnostmi.
- gelová filtrace – oddělování látek s velmi rozdílnými molekulovými hmotnostmi, např. odsolování bílkovin. Termín používaný v praxi.

## Princip
Gel je umístěný ve svislé koloně. Uvnitř gelu jsou póry – jedná se o molekulové síto.
Směs látek se nanese na povrch gelu. Kolonou protéká konstantní rychlostí mobilní fáze neboli eluční roztok stejného složení jako má roztok v pórech gelu a látky procházejí kolonou různou rychlostí. Molekuly větší než póry gelu nemohou pronikat do pórů a procházejí přes kolonu stejnou rychlostí jako mobilní fáze. Objeví se v eluátu hned po vytečení intersticiální kapaliny z kolony. Dochází k tzv. stérickému vyloučení (= exkluzi) větších molekul.
Malé molekuly pronikají do pórů gelu. Tam mobilní fáze neprotéká a neunáší je. Pokud se difúzí dostanou ven z částice gelu, proud mobilní fáze ji odnese k další částici gelu.
Látky se rozdělují se podle zmenšujících se rozměrů molekul. Velké molekuly tedy procházejí kolonou rychleji, malé pomaleji. V praxi se však také uplatňují další interakce mezi částicemi, např. adsorpční, polární, apod.
Látky se rozdělují podle rozdělovacího koeficientu {\displaystyle K_{d}}. Malé molekuly mají {\displaystyle K_{d}} blízké 1, velké molekuly mají {\displaystyle K_{d}} blízké 0.
{\displaystyle K_{d}={\frac {(V_{e}-V_{0})}{V_{s}}}}
- {\displaystyle V_{e}} – eluční objem
- {\displaystyle V_{0}} – vnější objem sloupce = objem mobilní fáze
- {\displaystyle V_{S}} – objem kapaliny v pórech gelu

V praxi při gelové chromatografii se {\displaystyle K_{d}} určuje těžko, protože objem kapaliny v pórech gelu ({\displaystyle V_{S}}) a objem gelové matrice ({\displaystyle V_{x}}) lze velmi těžko odměřit.

## Materiály pro gelovou chromatografii
Nejčastěji se používají měkké hydrofilní gely. Jejich nevýhodou je snadná deformovatelnost. Optimální gel by měl mít následující vlastnosti:
- inertní matrice gelu pro dělené složky i pro mobilní fáze.
- chemicky stabilní gel během několika roků, při různém pH a při různé teplotě.
- mechanicky stabilní gel, aby se při větším tlaku nedeformoval.
- malé množství ionizovaných skupin.
- velikost gelových částic nesmí být ani příliš malá (rozdělení je přesnější, ale pomalejší) ani příliš velká (rozdělení je rychlejší, ale může být nepřesné). Na rychlou chromatografii tedy použijeme gel s hrubšími zrny. Na vysoký stupeň rozlišení použijeme gel s malými zrny.

Protože dělené látky mají různé vlastnosti, je také mnoho různých náplní na gelovou filtraci. Nejčastěji používané materiály pro gelovou chromatografii:
Sephadex, Sepharose, Sephacryl, Bio-Gel, Bio-Beads, Spheron, Ultrogel, Styragel, Merckogel OR-PVA, Separon, Bio-Glass, Controlled Pore Glass, Porasil, Spherosil.
- Sephadex je nejčastěji používaná značka gelu. Výrobce: původně Pharmacia (Švédsko), dnes GE Health Care. Vyrábí se z dextranu, který je zesíťovaný epichlorhydrinem.

Změnou poměru dextran : epichlorhydrin lze ovlivnit zesítění a tím velikost pórů. Různé typy jsou označeny písmenem G a číslem, které značí desetinásobek objemu vody, který nasaje 1 g gelu ve formě prášku při bobtnání. Dále se označují podle velikosti částic na Superfine (nejmenší částice), Fine, Medium, Coarse (největší částice). Jsou vhodné pro odsolování a pro separaci proteinů. Sephadexy LH mají navíc navázánu hydroxypropylovou skupinu. Používají se na dělení lipofilních látek (triacylglyceridů, mastných kyselin, aromatických uhlovodíků, steroidních hormonů) do Mr menší než 10 000. Jako mobilní fázi můžeme použít polární i nepolární rozpouštědla a jejich směsi. Nedoporučuje se však promývání chloroformem, butanolem a toluenem. Uplatňují se zde také adsorpční efekty. Gel v prášku se musí nechat nabobtnat v destilované vodě nebo v pufru, se kterým budeme pracovat. Bobtnání trvá několik hodin. Aby se vytvořil homogenní gel, tak se jen velmi málo promíchává a nepoužívá se magnetické míchadlo. Při intenzivním míchání by se mohla porušit matrice gelu. Objem rozpouštědla použijeme aspoň dvakrát větší než bude mít gel po nabobtnání. Při laboratorní teplotě trvá bobtnání podle typu gelu 2 až 72 hodin, při teplotě 90 °C trvá bobtnání 1 až 5 hodin.
- Sepharose se vyrábí se z agarosy (součást agaru). Výrobce: Pharmacia (Švédsko). Polysacharidy po zahřátí a ochlazení vytvoří dvojité spirály a tím vznikne stabilní gel. Mají velké póry a kyselý charakter. Používají se pro dělení proteinů s Mr nad 200 000. Sepharose CL vzniká v silně alkalickém prostředí reakcí s 2,3-dibrompropanolem. Pak proběhne opět v alkalickém prostředí desulfonace. Gel se tak zesíťuje a má mnohem větší chemickou a tepelnou stabilitu. Jako mobilní fázi můžeme použít i nepolární rozpouštědla. Dodává se už nabobtnaný v destilované vodě.

- Sephacryl má výbornou mechanickou odolnost a dobrou chemickou odolnost. Jako mobilní fázi můžeme použít polární i nepolární rozpouštědla. Slouží na rychlou separaci proteinů. Frakcionační rozsah je 1000 až 750 000. Dodává se už nabobtnaný v destilované vodě.

- Bio-Gel P je na bázi akrylamidu (polymerace akrylamidu a N,N'-methylenbisakrylamidu). Výrobce: Bio-Rad (USA). Má velký frakcionační rozsah 2 000 až 3 000 000, málo polárních skupin, lepší průtok. Lze použít vodné roztoky a vodné roztoky s některými polárními organickými rozpouštědly. Nevýhodou je menší rozlišovací schopnost. Dodává se v suchém stavu a bobtnání gelu trvá asi 4 hodiny bez promíchávání. Bio-Gel A obsahuje také agarosu. Frakcionační rozsah je velmi velký 10 000 až 150 000 000. Dodává se už nabobtnaný v destilované vodě.

- Bio-Beads vznikají polymerací styrenu a divinylbenzenu. Jsou vhodné na separaci lipofilních polymerů s použitím organických rozpouštědel jako mobilní fází. Frakcionační rozsah je 400 až 14 000.

- Spheron vzniká polymerací hydroxymethylmetakrylátu a ethylendimetylmetakrylátu. Je to pevný gel, který bobtná ve vodě i v organických rozpouštědlech. Výrobce: Lachema (ČR).

- Ultrogel obsahuje agarosu a polyakryamid. Je chemicky velmi odolný a s poměrně velkým frakcionačním rozsahem 1 000 až 23 000 000. Dodává se už nabobtnaný v destilované vodě.

- Styragel obsahuje styren.

- Merckogel OR-PVA obsahuje vinylacetát.

- Separon obsahuje glykometakrylát. Výrobce: Lab. přístroje (ČR).

- Bio-Glass, Controlled Pore Glass obsahují skleněnou porézní náplň.

- Porasil a Spherosil obsahují porézní silikagel.

Důležitou vlastností gelu je frakcionační rozsah gelu. Je to rozsah relativních molekulových hmotností Mr, v kterém se látky od sebe oddělují. Pro proteiny se rozsah uvádí v daltonech. Mimo tento rozsah nelze daným gelem látky rozdělit. Rozsah pro nejhustější gely je asi 1000. Rozsah pro gely na dělení velkých molekul je až několik miliónů. Horní hranice frakcionačního rozsahu se nazývá vylučovací limit.
Podle velikosti molekul gelovou filtraci rozdělujeme 2 skupiny:
- skupinová separace – rozdělujeme látky s velkým rozdílem ve velikosti molekul.
- frakcionace – velikost molekul dělených látek je málo rozdílná.

Při skupinové separaci většinou oddělujeme nízkomolekulární látky od polymerů. Nejčastěji používáme Sephadex G-25 a G-50, Bio-Gel P 6 a P 10. Při odsolování bílkovin používáme Sephadex G-10 a G-15, Bio-Gel P 2 a P 4.
Při frakcionaci je výběr gelu mnohem důležitější. Když je Mr menší než 500 000, používáme Sephadexy nebo Bio-Gely P. Když je Mr velmi vysoká, používáme agarózové gely: Bio-Gel A nebo Ultrogel.
Pokud pracujeme se silnými disociačními médii, použijeme Sephacryl nebo Sepharose CL, které jsou chemicky poměrně stabilní. Z vodného média do organické fáze se gel převede postupně přes směs organických rozpouštědel s vodou:
Schéma postupného převodu:
```
 100 % vodný roztok
       |
       |
       V
  70 % vodný roztok a 30 % roztok rozpouštědla
       |
       |
       V
  30 % vodný roztok a 70 % roztok rozpouštědla
       |
       |
       V
 100 % roztok rozpouštědla
```

## Zařízení na gelovou chromatografii
Zařízení na gelovou chromatografii obsahuje kolonu, zařízení na dávkování eluentu, registrační zařízení a sběrač frakcí.
Kolona je plexisklová trubice, která má vespod fritu na regulaci vypouštění. Kolona nesmí být z kovu a dalších materiálů, které by způsobovaly denaturaci proteinů. Při skupinové separaci je délka kolony 20 až 30 cm. Při analytické frakcionaci je kolona podstatně delší – asi 1 m. Průměr kolony je 2 až 3 cm. Pokud se projevují stěnové efekty kolony, použijme širší kolonu – 5 cm, někdy i více. Délku náplně můžeme zvětšit recyklací procesu nebo sestavíme sérii kratších kolon za sebou.
Jako zařízení na dávkování eluentu se používá Mariottova láhev a průtok se tak reguluje hydrostatickým tlakem vodního sloupce. Pokud musíme přesně dodržet konstantní průtok, použijeme peristaltické čerpadlo.

## Pracovní postupy

### Plnění kolony
Z gelu se musí odstranit vzduchové bubliny, které tam vznikly během bobtnání. Gel se odvzdušní napojením nádoby s gelem na vakuum. Nadbytek kapaliny se z gelu odleje. Gel se vnáší do kolony najednou. Pro usnadnění plnění se může kolona opatřit zásobníkem. Po usazení gelu v koloně se nadbytečný gel odstraní. Případně také odpojíme zásobník gelu. Připojíme zásobník s mobilní fází. Náplň kolony nesmí obsahovat vzduchové bubliny ani zóny jinak nabobtnaného gelu.
Kvalitu náplně můžeme ověřit tak, že naneseme roztok Blue Dextranu 2000, promýváme mobilní fází a pozorujeme průtok kolonou. Dextran by měl projít kolonou v úzké zóně.
Před nanášením vzorku důkladně promyjeme kolonu mobilní fází.

### Nanášení vzorku
Při frakcionaci	nanášíme vzorek v objemu 1 až 5 % objemu náplně kolony. Menší objem vzorku už nezlepšuje výsledek dělení. Při skupinové separaci je objem vzorku větší. Při odsolování proteinů je to až 30 % objemu náplně kolony. Relativní poměr viskozit vzorku a eluentu by měl být menší než 2. Velká viskozita vzorku totiž způsobuje nestabilitu zón a nerovnoměrný průtok kolonou. Relativní viskozity můžeme přibližně změřit např. porovnáním rychlosti výtoku vzorku a eluentu z pipety stejné velikosti.
Necháme odtéct přebytečný roztok nad náplní kolony. Naneseme vzorek, stěny kolony a povrch gelu opláchneme malým množstvím eluentu a necháme ho vsáknout do náplně. Kolonu pak napojíme na zásobník s mobilní fází.
Vzorek můžeme také nanášet přímo na povrch náplně pod eluční roztok, ale hustota vzorku musí být mnohem větší než hustota elučního roztoku nebo se musí zvětšit přidáním roztoku glukosy, sacharosy, NaCl nebo jiné inertní soli. Získáme tak ostré zóny při dělení.
Nejlepším způsobem nanášení vzorku je použití průtokového adaptéru.

### Eluce vzorku
Destilovanou vodu používáme na dělení látek bez náboje. Při odsolování můžeme také použít destilovanou vodu i když se jedná o nabité částice. Při dělení částic s nábojem používáme tlumivé roztoky (pufry), protože gelové matrice obsahují malé množství polárních skupin. Často se používá fyziologický roztok fosfátového pufru (PBS) nebo pufr Tris-HCl. Tris znamená tris-(hydroxymetyl)-aminometan. Pufry udržují potřebné pH a potlačují interakce nabitých částic vzorku a gelové matrice. Doporučená iontová síla je alespoň 0,02 na Sepadexu a Sepharose a alespoň 0,05 na Sephacrylu.
Vždy je nutno zkontrolovat vliv mobilní fáze na vzorek. Např. zda má mobilní fáze vhodné pH a vhodné složení iontů. Nesmí docházet ke konformačním změnám vlivem detergentů, makromolekuly nesmí disociovat do podjednotek a nesmí disociovat apoenzym od koenzymu.
Rychlost průtoku je limitována maximálním operačním tlakem, protože při zvyšování výšky náplně stoupá odpor kolony pro průtok eluentu. Např. pro Sephadex G-200 je maximální výška vodního sloupce pouze 16 cm. Rychlost průtoku v koloně s průměrem 2,5 cm a výškou 30 cm se pohybuje od 0,25 {\displaystyle cm^{3}} · {\displaystyle min^{-1}} do 6,4 {\displaystyle cm^{3}} · {\displaystyle min^{-1}}. Důležitými parametry jsou tedy délka kolony, rychlost průtoku a doba trvání experimentu. Tyto parametry na sobě závisí a volíme jejich optimální hodnoty podle cíle experimentu.

## Údržba gelu
Nečistoty mohou ovlivnit výsledek pokusu. Proto se gely čistí neionovými detergenty. Sephadexy a Sepharosy lze také čistit 0,2 mol · {\displaystyle dm^{-3}} NaOH. Spherony lze čistit
0,1 mol · {\displaystyle dm^{-3}} NaOH a 0,1 mol · {\displaystyle dm^{-3}} HCl.
Na ochranu před mikrobiální kontaminací se používají tato činidla:
- 0,02 % azid sodný – inhibuje však některé enzymy, je to mutagen.
- 0,05 % trichlorbutanol (Chloreton) – ve slabě kyselých roztocích.
- 0,005 % etylmerkuritiosalicylát (Mertiolát) – váže se ale na SH skupiny.
- 0,002 % chlorhexidin (Hibitan).

Činidlo se při samostatném dělení vymyje nebo může být přítomné i během chromatografie (pokud ovšem neovlivňuje výsledek experimentu).
Gely se uskladňují v chladu, nesmějí však zmrznout. Práškové gely lze zpětně vysušit: gel se odvodňuje roztoky ethanolu, odsaje se na büchnerově nálevce, promyje se ethyeterem a suší se při teplotě 60 až 80 °C.

## Využití gelové chromatografie
- Skupinová separace – odsolování bílkovin, odsolování polysacharidů, odstranění extrakčního činidla (např. fenolu z preparátu nukleových kyselin), oddělení koenzymu, oddělení inhibitoru od enzymu, ukončení reakce mezi nízkomolekulární látkou a polymerem.
- Frakcionace – málo rozdílné Mr, ale musí se zvolit správný typ gelu. Slouží k purifikaci biopolymerů. Používá se například při purifikaci IgG a IgM ze séra.
- Stanovení Mr – porovnáním s různými standardy zjistíme Mr. Nejlepší uplatnění má u bílkovin.
- Stanovení Mr polymerních látek a kvantitativní zastoupení – na otestované koloně s vhodným gelem.
- Analýza vazby ligandů na biopolymer – vzniklý komplex má větší Mr než původní složky. Např. na zjištění protilátek v séru diabetiků (komplex inzulínu a protilátky se oddělí nejdříve a jeho množství lze stanovit).

Molekulová síta je možné také použít k zakoncentrování vzorků biopolymerů – přídavkem suchého Sephadexu k roztoku začnou částice rozpouštědla pronikat do bobtnavého materiálu a dosáhneme tak snížení objemu.
- Kapalinová chromatografie (HPLC) je vysokoúčinná moderní aplikace. Pracuje se za velmi vysokých tlaků, čímž se výrazně zkrátí doba analýzy asi na 10 minut. Výrazně se také sníží detekční limit a je možno pracovat s několikanásobně menším množstvím vzorku.

Nejmodernější variantou je kombinace hmotnostního spektroskopu s plynovým a kapalinovým chromatografem, čímž získáme takřka univerzální přístroj.